# Сус
Сус (фінік. גדַרְמֵתְּ / ; араб. سوسة; фр. Sousse) — туніське місто на березі затоки Хаммамет Середземного моря. Населення — 173 047 мешканців (2004).

## Історія
Африканське узбережжя біля сучасного Суса приваблювало ще «народи моря», які шукали місця для розселення після поразки, яку вони зазнали в Єгипті (XIII ст. до н. е.). На початку XI ст. до н. е. тут з'явилися фінікійці. Засноване ними поселення отримало назву Гадрумет (від фінікійського гадрім — «огороджене місце» або ж «житловий квартал») і певний час знаходилося в залежності від своєї метрополії — Тіра.
На межі VII-VI ст. до н. е. Гадрумет перетворюється на велике місто, можливо, навіть усамостійнюється від Тіра, але вже в середині VI ст. до н. е. потрапляє під владу ближчого до нього Карфагена. Розташоване на краю родючої бізаценської долини, він набуває особливого значення для забезпечення зростаючого населення Карфагена хлібом і олією. Біля Гадрумета знаходилися і володіння найбільших пунійських землевласників, зокрема Гамількара Барки та його сина Ганнібала. З появою в Африці Сципіона мешканці Гадрумета поквапилися перейти на бік римлян. Ганнібал жорстоко їм за це помстився. Врешті римляни навіть змушені були тримати у місті великий загін — для охорони «союзників».
У 149 р. до н. е. місто остаточно переходить під владу римлян, які називали його на свій лад Гадрументом. Нові володарі також були зацікавлені у африканському хлібі, який вивозили до Італії через місцевий порт. Це сприяло піднесенню економічного і громадського життя у Гадруметі. Під час громадянської війни місцеві мешканці підтримали помпеянців і за це були покарані Юлієм Цезарем — сплатили контрибуцію і були позбавлені деяких прав.
Проте вже за часів Траяна місто отримало статус римської колонії і нову назву — Конкордія (Colonia Concordia Ulpia Traiana Augusta Frugifera Hadrumetina) на честь богині згоди Конкордії. На честь такої визначної події була споруджена тріумфальна арка. У місті з'являються театр і амфітеатр, акведук і терми римського зразка.
Найвіщого розквіту Гадрумет досягає за доби Северів, особливо після того як Септимій Север запровадив щоденні безкоштовні роздачі олії мешканцям Рима — для цього її купували за державний кошт саме у Гадруметі. У місті навіть починають карбувати монету.
У 238 р. мешканці Гадрумета знову зробили невірну ставку у громадянській війні, підтримавши «узурпатора» Капеліана, за що були піддані репресіям з боку нового імператора Гордіана II. Тимчасовий занепад триває до часів Діоклетіана, який у 297 р. зробив Гадрумет столицею новоствореної провінції Бізацена.
В 439 р. місто було вщент зруйноване вандалами, проте невдовзі відбудоване під назвою Гунеріка (у візантийському варіанті — Гунерікополь) — на честь Гунеріха, сина короля Гейзеріха. На початку VI ст. Хунеріка стає жертвою нападів берберів.
У 535 р. у місті висадилася армія Велізарія. Хунеріку перейменували на Юстиніанополь і перетворили на адміністративний центр однієї з семи провінцій «преторіанської префектури Африка». З 590 р. місто стало столицею бізаценської єпархії у складі Африканського екзархату Візантійської імперії.
У 670 р. Юстиніанополь здобули араби під командуванням Укби ібн Нафі аль-Фіхрі. Вони називали місто ім'ям, запозиченим в берберів, — Суса. Після зруйнування Карфагену Суса перетворилася на головний порт Іфрикії, найближчий до нового адміністративного і релігійного центру країни — Кайруана. У 787 р. в місті був збудований рибат — фортеця-монастир, який захищав Сусу і Кайруан від нападів з моря.

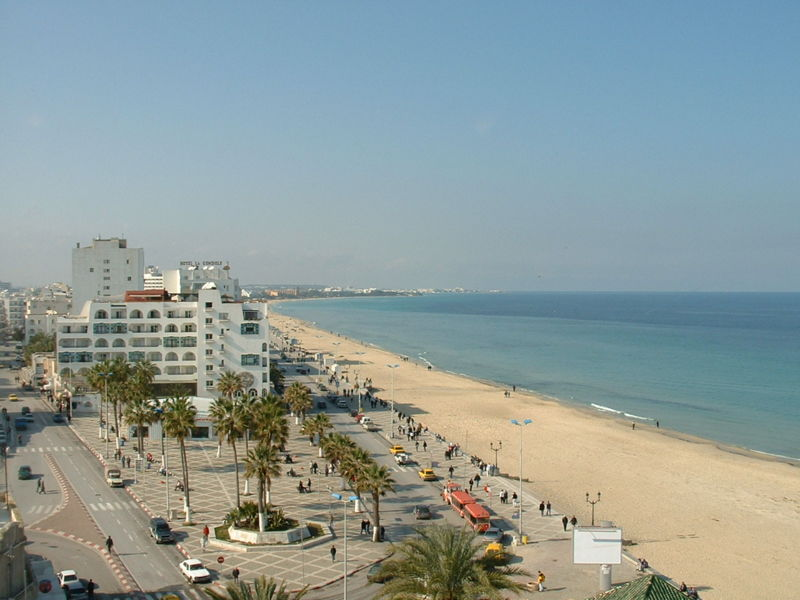
Пляж Суса
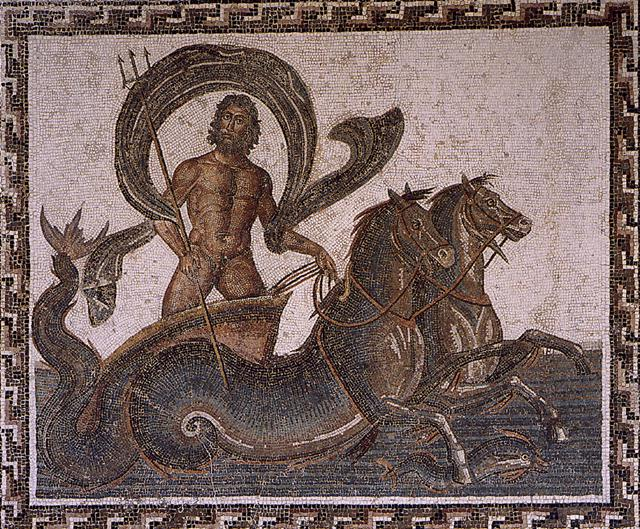
Мозаїка із зображенням Нептуна, знайдена у Гадруметі (Археологічний музей Суса)
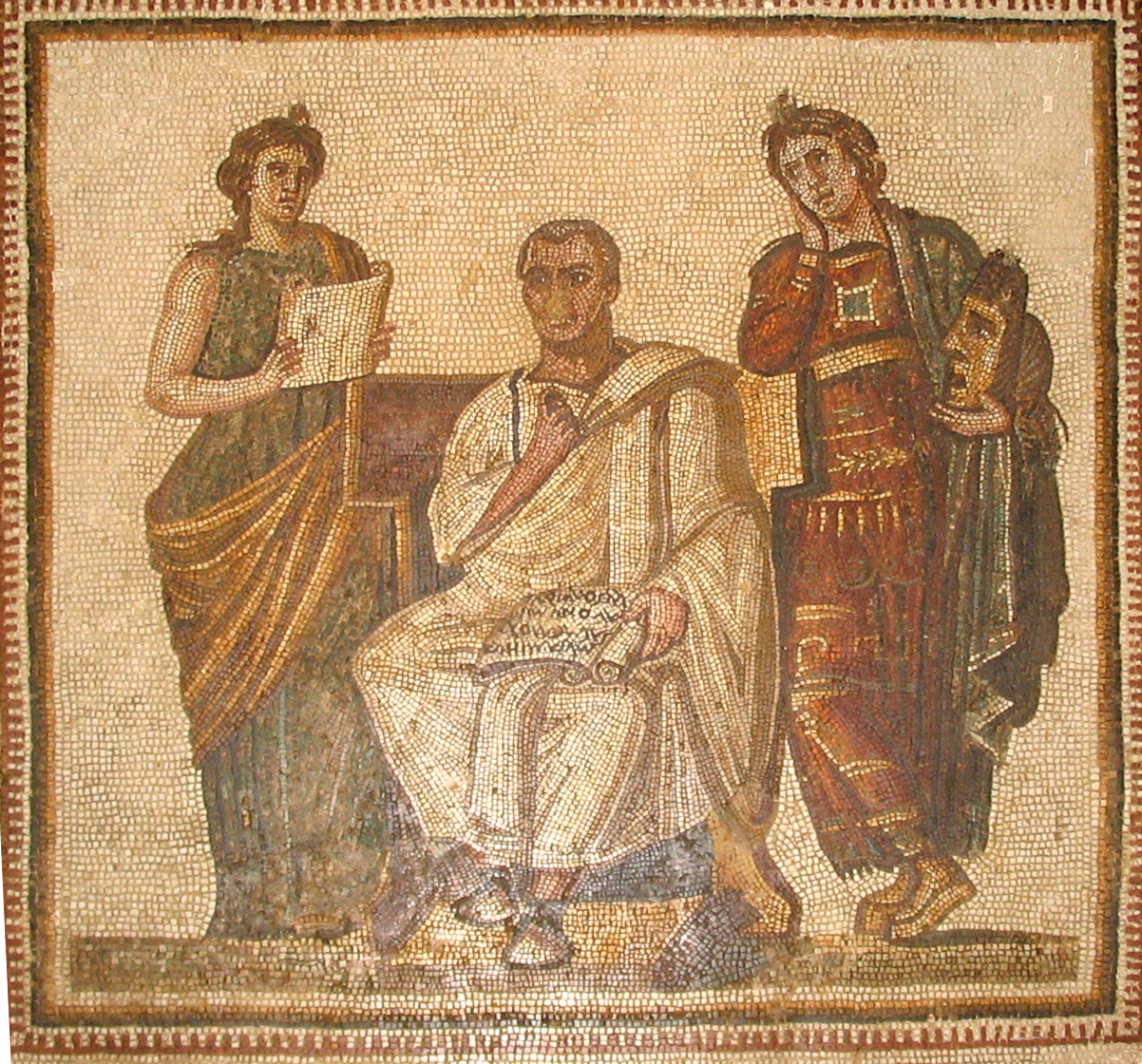
Мозаїка із зображенням Вергілія, знайдена у Гадруметі (Музей Бардо)
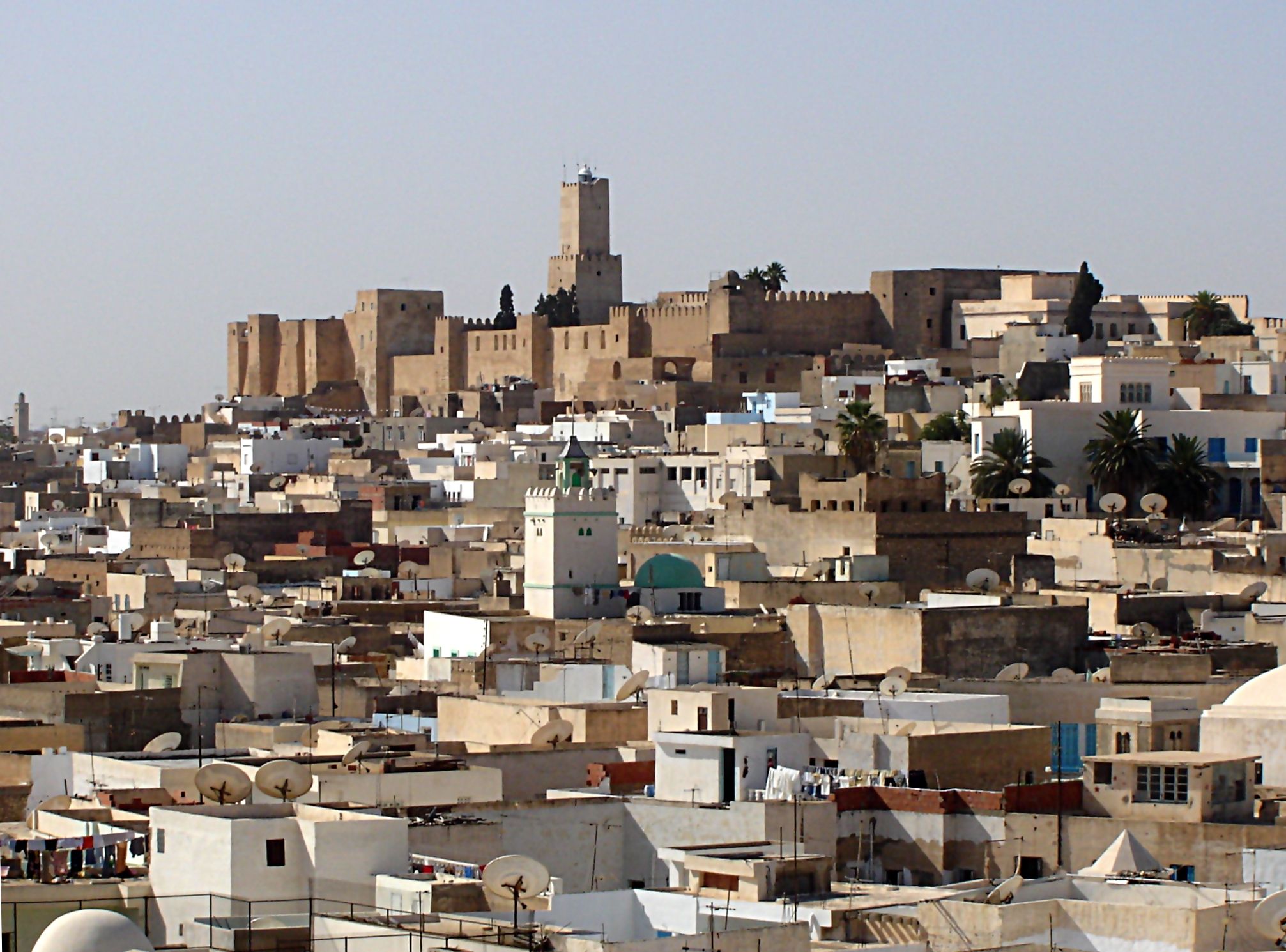
Касба і вежа-маяк
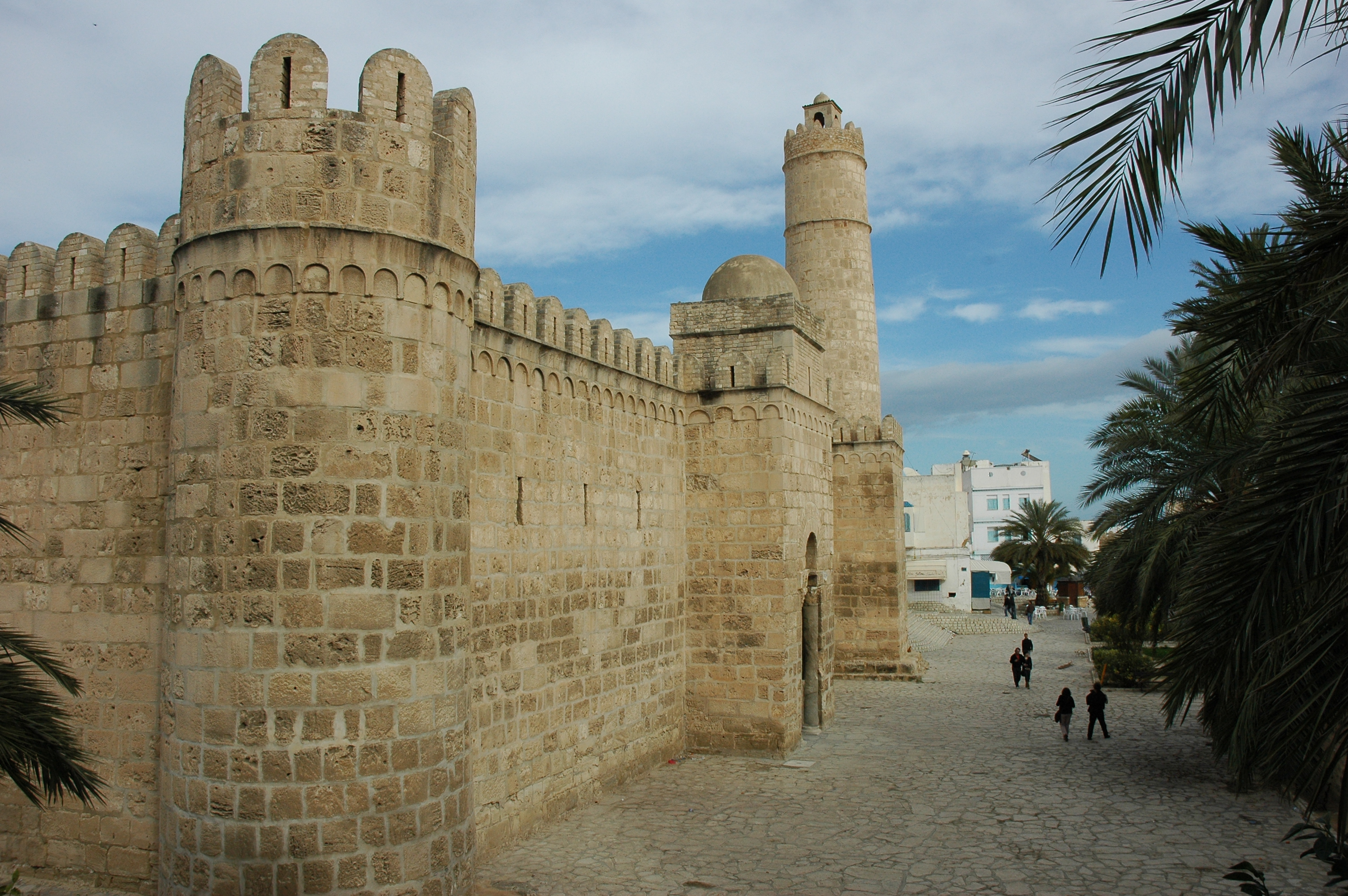
Рібат Суса
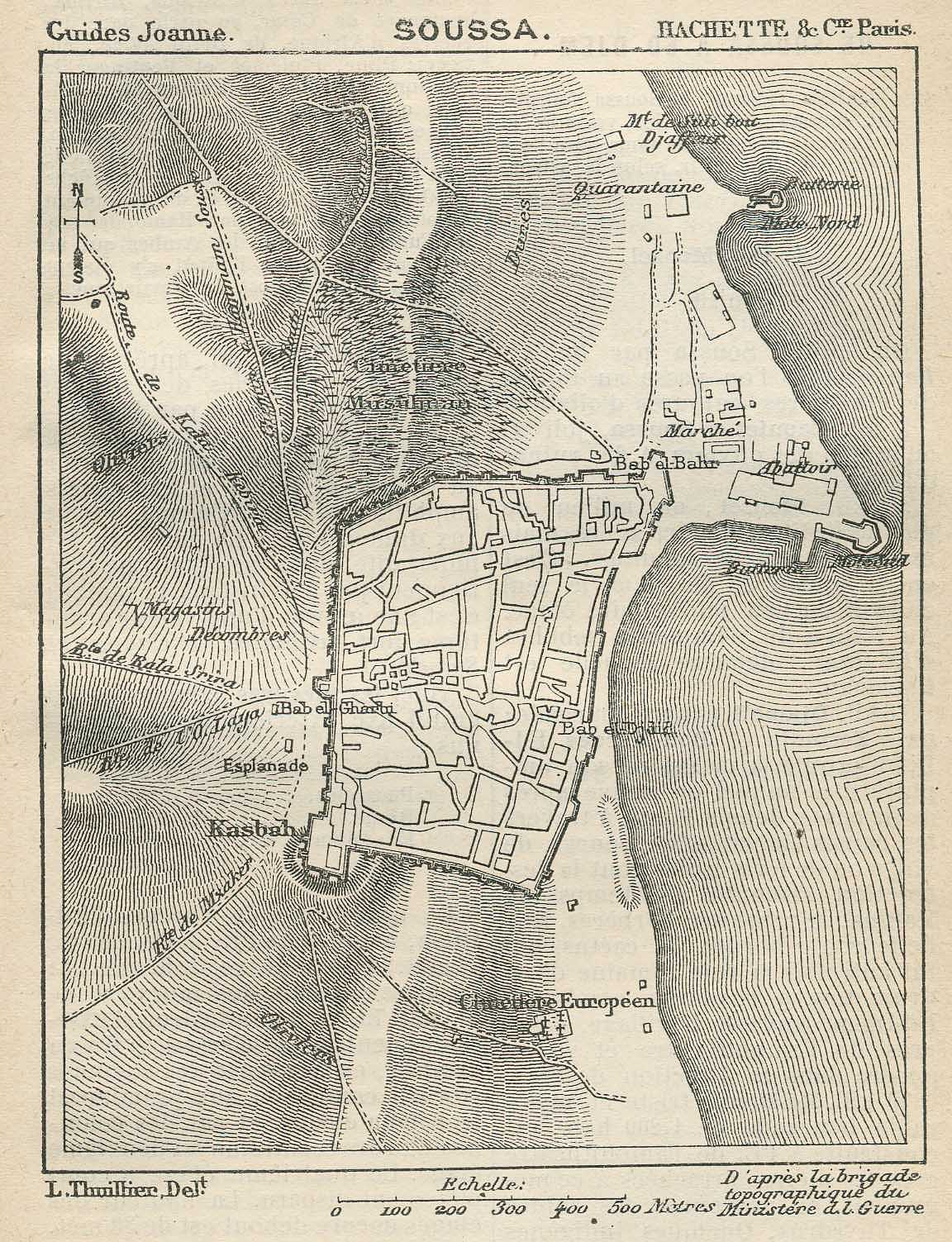
План Суса 1888 року

Нове піднесення Суси припадає на правління Аглабідів. Другий володар з цієї династії, Зіадеталлах I, у 821 р. збудував у місті корабельню і перетворив Сусу на потужну морську базу. Звідси були здійснені рейди до Сардинії (захоплена у тому ж 821), Сицилії (захоплена у 827) і Рима (пограбований у 846). У 844 р. місто отримало ще одну фортецю — Касбу, вежа якої у 853 р. була перетворена на маяк, а у 859 р. було обнесено новими мурами, що збереглися і донині. У місті селилися як мусульмани, так і євреї і християни. Суса перетворилася на друге за розмірами місто Іфрікії.
За доби Фатимідів з Сусою конкурувала їхня новозбудована столиця Махдія, проте вона була «закритим містом», тож торгівля олією та місцевим текстилем йшла переважно через Сусу. Більше шкоди місту завдали напади норманів, які врешті приєднали Сусу до своїх сицилійських володінь у 1159 р. Протрималися нормани в Африці недовго. Нові мусульманські володарі Іфрікії з династії Хафсідів намагалися перетворити на економічний центр країни свою столицю Туніс, тож Суса швидко опинилася в його тіні. Проте и надалі її роль залишалася значною, в місті існувала навіть генуезька колонія.
У 1537 і 1574 рр. місто на короткий час захоплювали іспанці, а з 1574 р. Суса опинилася під османським контролем. Османська доба стала часом нового піднесення, перерваного наприкінці XVIII ст. трикратним бомбардуванням міста ескадрами європейських держав — Франції (1770) і Венеції (1784 і 1786). У 1864 р. мешканці Суси взяли участь у повстанні проти надмірних, на їхнє переконання, податків, жорстоко придушеному туніським беєм Мухаммедом аль-Садіком. Після цього місто занепадає.
У 1881 р. Суса, разом із усім Тунісом, переходить під контроль французів, які назвали місто на свій лад — Сус. Колонізатори побудували у місті новий порт (1884) і створили місцеву адміністрацію. Усе це спріяло пожвавленню міського життя. За правління французів населення Суса зросло до 250 тисяч, з яких 150 тисяч складали європейці — серед яких були не лише французи, але й італійці і мальтійці.
З 1956 р. — в складі незалежного Тунісу.

## Поховані в Сусі
- Хрещатицький Борис Ростиславович — отаман Далекосхідного українського війська Зеленого Клину.